# Starkoč
Starkoč es una localidad del distrito de Kutná Hora en la región de Bohemia Central, República Checa, con una población estimada a principio del año 2018 de 135 habitantes. 
Se encuentra ubicada al este de la región y de Praga, a poca distancia de los ríos Elba y Sázava, y de la frontera con las regiones de Vysočina y Pardubice.